# Nanosistemi produttivi
La Technology Roadmap for Productive Nanosystems  definisce i "nanosistemi produttivi" come sistemi funzionali su scala nanometrica che producono strutture e dispositivi atomicamente-stabiliti e  sotto controllo programmato, vale a dire, svolgendo il processo di fabbricazione con precisione atomica.
Le tecnologie di oggi sono limitate in vari modi. Esistono grandi strutture atomicamente precise in forma di cristalli, come esistono strutture complesse 3D nella forma di polimeri quali il DNA e le proteine. È anche possibile costruire strutture precise molto piccole a livello atomico   utilizzando la microscopia a scansione di sonda per manipolare i singoli atomi o piccoli gruppi di atomi. Ma non è ancora possibile combinare i componenti in modo sistematico per costruire sistemi più grandi e complessi.
I principi di fisica e gli esempi tratti dalla natura, suggeriscono entrambi che sarà possibile estendere la fabbricazione precisa a livello atomico di prodotti più complessi di grandi dimensioni, coinvolgendo un maggior numero di materiali. Un esempio di progresso in questa direzione potrerebbe essere  il lavoro di Christian Schafmeister sui bis-peptidi.